# Cristina Grigoraș (gimnastyczka)
Cristina Elena Grigoraș (ur. 11 lutego 1966 w Satu Mare) – rumuńska gimnastyczka. Dwukrotna medalistka olimpijska.
Brała udział w dwóch igrzyskach (IO 80, IO 84), na obu zdobywała medale w drużynie. W 1980 Rumunki zajęły drugie miejsce, cztery lata później – pod nieobecność gimnastyczek radzieckich – triumfowały. W 1981 wywalczyła cztery medale mistrzostw Europy: złoto w skoku, srebro w wieloboju i na poręczach, brąz w ćwiczeniach wolnych.